# Nivelles

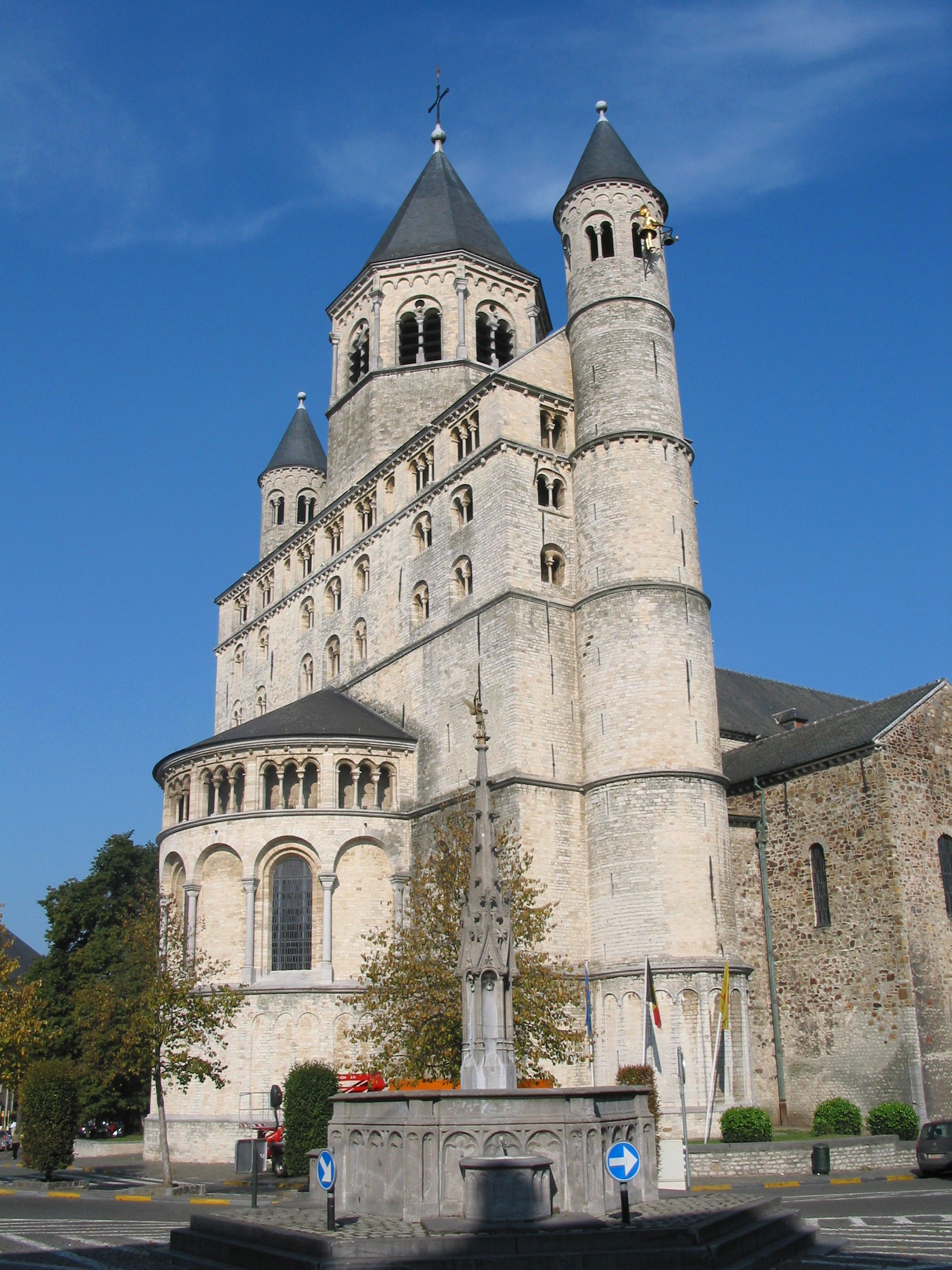
Igreja principal de Nivele

Nivelles (em valão: Nivele, em neerlandês: Nijvel) é uma cidade e um município da Bélgica localizado no distrito de Nivelles, província de Brabante Valão, região da Valônia.
A cidade cresceu à volta da Abadia de Nivelles. O seu principal monumento e a Igreja da Colegiada de Santa Gertrudes.